# اوبرنوواتس (پیروت)
اوبرنوواتس (به صربی: Obrenovac) یک منطقهٔ مسکونی در صربستان است که در Pirot Municipality واقع شده‌است. اوبرنوواتس ۱۴۳ نفر جمعیت دارد.